# Mission Liebe – Ek Tha Tiger
Ek Tha Tiger (übersetzt: Es war einmal ein Tiger) ist ein Action-Thriller aus dem Jahre 2012. In dem Film führt Kabir Khan Regie und produziert wurde er von Aditya Chopra. Die Hauptrollen spielen Salman Khan und Katrina Kaif, sowie Ranvir Shorey, Girish Karnad, Roshan Seth und Gavie Chahal in den Nebenrollen. Der Film war die dritte Zusammenarbeit von Kabir Khan mit Yash Raj Films nach Kabul Express (2006) und New York (2009). Der Film ist der erste Teil des YRF Spy Universe.

## Handlung
Avinash Singh Rathore lebt nach außen ein unauffälliges Leben als Regierungsbeamter in Neu-Delhi. Doch er führt ein Doppelleben, unter dem Decknamen „Tiger“.
Er ist Indiens Top-Spion und ein Offizier der Research and Analysis Wing (RAW). Während einer Mission im Nordirak ist Tiger gezwungen, einen seiner eigenen Männer zu töten, der dem pakistanischen Geheimdienst Inter-Services Intelligence (ISI) Informationen überbracht hat. Auf seiner Flucht aus dem Irak, tötet Tiger viele ISI-Agenten.
Tiger kehrt nach Indien zurück und berichtet seinem Chef, Shenoy, von den Ereignissen. Er wird sofort auf eine Mission nach Dublin geschickt, um einen Wissenschaftler indischer Herkunft, Professor Anwar Jamaal Kidw zu beobachten, der am Trinity College unterrichtet. Man vermutet, dass er seine Ergebnisse mit der Pakistanverteidigung teilt. Gopi begleitet Tiger auf dieser Mission.
Tiger trifft den Wissenschaftler, aber kann nicht genügend Zeit mit ihm verbringen, für seine Beobachtungen. Stattdessen verbringt er Zeit mit der Haushaltshelferin des Wissenschaftlers, Zoya, die in einer Tanzakademie studiert.
Er versucht sich mit Zoya anzufreunden, um Informationen zu erhalten, aber fängt an, seine menschliche Seite zu entdecken, als er sie besser kennenlernt. Tiger wird angegriffen und in seiner Wohnung ausgeraubt. Der Verdacht liegt auf einer der ISI-Agenten. Gopi warnt Tiger immer wieder, sich nicht in Zoya zu verlieben, aber er tut es trotzdem. Als er gerade Zoya seine Gefühle offenbaren will, entdeckt Tiger, dass Zoya eine ISI-Agentin ist, jedoch weigert er sich, sie zu verraten. Statt Zoya zu töten, lässt er sie gehen.
Einige Zeit später, treffen sich Tiger und Zoya auf einem UN-Außenminister-Treffen in Istanbul. Zoya schickt ihm kryptische Nachrichten. Beide entscheiden sich dazu, alles für ihre Liebe aufzugeben und täuschen ihre jeweiligen Geheimdienste, indem sie ihnen sagen, dass sie nach Kasachstan fahren, in Wahrheit jedoch nach Kuba fliegen.
Einige Jahre später folgen beide Geheimdienste Zoya und Tiger nach Kuba. Dabei wird Zoya von ISI-Agenten geschnappt und gefangen genommen. Tiger trifft Gopi, der für seinen Geheimdienst auf der Suche nach ihm ist. Tiger lügt Gopi an, indem er sagt, dass sowohl er als auch Zoya beabsichtigen, nach Indien zurückzukehren und mit RAW zu kooperieren.
Anstatt jedoch nach Indien zurückzukehren, steigen die beiden in ein anderes Flugzeug und flüchten. Tiger ruft Shenoy an, der ihm sagt, dass RAW beide Spione finden wird. Tiger erzählt Shenoy, dass sie erst zurückkehren, wenn Pakistan und Indien ISI und RAW nicht mehr benötigen.
Zusammen reisen sie durch die Welt, unter anderem Venedig, Kapstadt, Zürich und London, aber keiner der beiden Geheimdienste konnte sie fangen.

## Musik
Zunächst unterzeichnete Pritam, um für Ek Tha Tiger zu komponieren, wie es auf dem Plakat des Films geschrieben wurde. Wegen der Zusammenstöße mit Dhoom: 3 entschied sich Pritam dazu, für Yash Raj Films zu komponieren.
| # | Titel             | Sänger                                          | Länge |
| - | ----------------- | ----------------------------------------------- | ----- |
| 1 | Mashallah         | Wajid Ali, Shreya Ghoshal                       | 4:45  |
| 2 | Lapaata           | K.K., Palak Muchhal                             | 4:16  |
| 3 | Banjaara          | Sukhwinder Singh                                | 4:35  |
| 4 | Saiyaara          | Mohit Chauhan, Tarannum Mallik                  | 4:13  |
| 5 | Tiger Theme       | Instrumental                                    | 3:17  |
| 6 | Mashallah (Remix) | Wajid Ali, Shreya Ghoshal - Remix von: Joshilay | 3:24  |
| 7 | Lapaata (Remix)   | K.K., Palak Muchhal - Remix von: Joshilay       | 3:30  |
| 8 | Banjaara (Remix)  | Sukhwinder Singh                                | 3:27  |

## Synchronisation
Die deutsche Synchronfassung wurde anlässlich der DVD-Veröffentlichung am 8. Februar 2013 im Auftrag des deutschen Filmlabels Rapid Eye Movies angefertigt.
| Darsteller    | Rolle                                      | Synchronsprecher    |
| ------------- | ------------------------------------------ | ------------------- |
| Salman Khan   | Tiger/Manish Chandra/Avinash Singh Rathore | Charles Rettinghaus |
| Katrina Kaif  | Zoya                                       | Manja Doering       |
| Ranvir Shorey | Gopi                                       | Frank Schaff        |
| Gavie Chahal  | Captain Abrar                              | Torben Liebrecht    |